# Залізнична лінія Львів — Чернівці

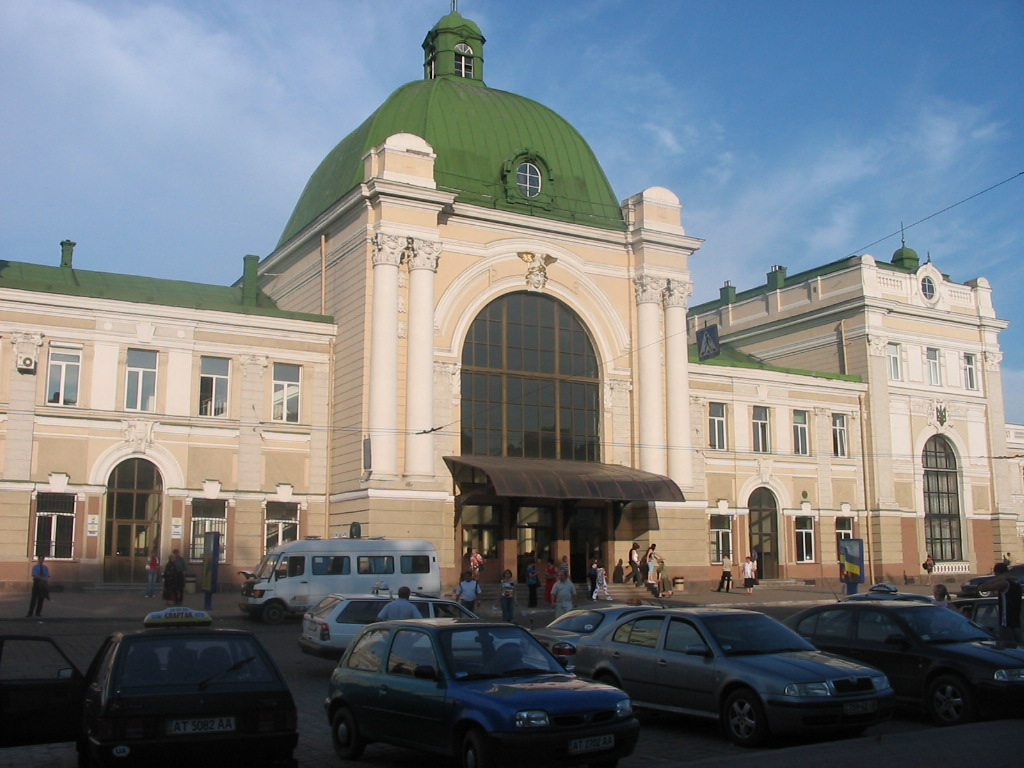
Будівля вокзалу в Івано-Франківську

Залізнична лінія Львів — Чернівці ― одна з основних ліній на Заході України.
Вона сполучає Галичину та Буковину в Західній Україні, обслуговується Львівською залізницею та іншими українськими залізницями.

## Історія
Залізнична лінія була побудована в січні 1864 р. і є однією з найстаріших залізниць на теренах країни Після побудови лінія мала назву Лемберг—Черновіц. Через не дуже складні географічні умови будівництво здійснено відносно швидко. Ділянку в австрійських коронних землях, побудовану за проектом англійських інженерів, Галичини та Буковини між Лембергом та Чернівцями було відкрито у вересні 1866 р. Вона була побудована і експлуатується залізничною компанією Лемберг-Чернівці-Яси залізниця (LCJE).

### з 1870-х

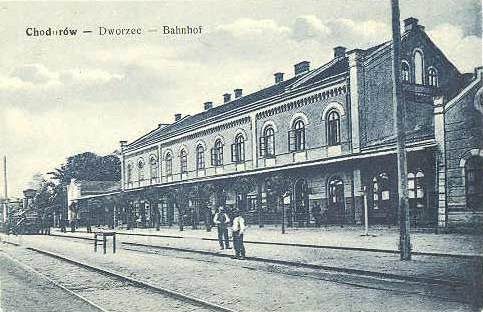
Старий вид на залізничний вокзал у Ходорові

Незабаром після початку експлуатації зросли скарги на експлуатацію залізниці, тому експлуатація з 7 жовтня 1872 — 31 липня 1875 р. переведена під державне управління. Через погану економічну життєздатність компанії роботу залізничної лінії з 1 липня 1889 р. було припинено. Після закінчення Першої світової війни залізниця знаходилась у 2 різних країнах. Ділянка від Лемберга (польськ. Lwów) до Шнятина перейшла до Польщі, коротка ділянка між Неполокаучі (нині Чернауці) під назвою Черновіц перейшла до Румунії і була взята на озброєння Румунською державною залізницею і експлуатували. Польською лінією керувала Польська державна залізниця. У березні 1928 року лінія офіційно стала їх власністю. Під час Другої світової війни польська лінія була окупована Радянським Союзом у 1939 р., а в 1940 р., Після анексії Північної Буковини, була додана румунська секція. Після вторгнення Німеччини в Радянський Союз і відвоювання Північної Буковини румунськими військами влітку 1941 року це було змінено. Після закінчення Другої світової війни ці території повернулися до Радянського Союзу. Залізничну лінію перевели на широку колію (1520 мм), але єдину колію зберегли.